# Colombiacoccus paramosarum
Colombiacoccus paramosarum är en insektsart som först beskrevs av Alfred Serge Balachowsky 1959.  Colombiacoccus paramosarum ingår i släktet Colombiacoccus och familjen ullsköldlöss.
Artens utbredningsområde är Colombia. Inga underarter finns listade i Catalogue of Life.